# Siham Mansouri
Pour les articles homonymes, voir Mansouri.
Siham Mansouri, née le 26 juin 1990 à Aïn Oussara, est une gymnaste aérobic algérienne.

## Carrière
Sihem Mansouri remporte la médaille d'argent en solo aux Championnats d'Afrique de gymnastique aérobic 2008 à Walvis Bay.
Elle obtient la médaille d'argent en trio mixte aux Jeux africains de 2015. Elle est médaillée d'or en solo féminin et en duo mixte et médaillée d'argent en trio mixte aux Championnats d'Afrique de gymnastique aérobic 2016 à Alger.